# Ischnoptera hercules
Ischnoptera hercules es una especie de cucaracha del género Ischnoptera, familia Ectobiidae. Fue descrita científicamente por Rehn en 1928.
Habita en Guyana, Surinam y Brasil.